# Codice INSEE
In Francia, i codici Insee o codici INSEE sono codici numerici o alfanumerici utilizzati nella designazione di persone fisiche, imprese, ed enti locali, e nella registrazione ed elaborazione dei dati che li riguardano. Sono assegnati dall' Institut national de la statistique et des études économiques ( INSEE ), l'istituto francese di statistica, omologo dell'italiano ISTAT.

## Codice Ufficiale Geografico
Il Codice Ufficiale Geografico (COG - Code Officiel Géographique) è il riferimento numerico ufficiale assegnato dall'INSEE alle suddivisioni amministrative territoriali.
Ai comuni francesi è assegnato un codice di cinque cifre: le prime due indicano il dipartimento, le ultime tre corrispondono alla posizione del comune nella lista in ordine alfabetico dei comuni di quel dipartimento.
Per esempio: alla città di Calais è assegnato il codice INSEE 62193. Le prime due cifre (62) indicano il dipartimento del Passo di Calais. Le ultime tre indicano la posizione di Calais (193°) nell'elenco dei comuni del dipartimento, in ordine alfabetico.
Per la Francia d'oltremare il codice assegnato è composto di tre cifre per il territorio d'oltremare, e due per la località. Ad esempio, il codice di Papeete è 98735: 35 ° posto nella Polinesia francese (987).
Per i Paesi esteri, il codice inizia sempre con la sequenza numerica 99, seguita da un numero che denota il continente (1: Europa; 2: Asia, 3: Africa, 4: America, 5: Oceania). Il codice per l'Italia è 99127.
Tali codici rappresentano una semplificazione rispetto al codice cantonale completo e al codice comunale completo.
Il codice cantonale completo, prevede:
- per la Francia metropolitana: 2 caratteri del dipartimento e 2 cifre del cantone, separate da uno spazio.
- oltremare: 3 cifre del dipartimento e 2 cifre del cantone, separate da uno spazio.

Il codice comunale completo prevede (separate da uno spazio):
- 2 caratteri per indicare il dipartimento continentale, 3 caratteri se è d'oltremare;

- 1 carattere per indicare l'arrondissement;
- 2 caratteri per indicare il cantone;
- 3 caratteri per indicare il comune continentale, 2 caratteri se è d'oltremare.

## Identificazione degli individui
Il Numero d'Iscrizione al Registro delle Persone Fisiche (Numéro d'inscription au répertoire des personnes physiques abbreviato NIRPP o semplicemente NIR) è il codice identificativo personale, analogo al codice fiscale italiano. Noto anche con il nome di "numero di sicurezza sociale".
Il codice è composto da quindici cifre, con il seguente significato:
| Posizione      | Significato                                                                |
| 1ª             | sesso: 1 per gli uomini, 2 per le donne                                    |
| 2ª e 3ª        | le due ultime cifre dell'anno di nascita (che dà l'anno a quasi un secolo) |
| 4ª e 5ª        | mese di nascita (da 01 a 12)                                               |
| 6ª e 7ª        | dipartimento di nascita (2A o 2B per la Corsica)                           |
| 8ª, 9ª e 10ª   | numero d'ordine del comune all'interno del dipartimento                    |
| 11ª, 12ª e 13ª | numero d'ordine dell'atto di nascita                                       |
| 14ª e 15ª      | chiave di controllo                                                        |

### Storia del NIR
Il NIR fu creato da René Carmille tra l'aprile e l'agosto 1941. Il suo uso da parte del governo di Vichy fu finalizzato al perseguimento della politica razziale. La prima cifra, oggi usata per individuare il sesso (1 o 2, corrispondenti al sesso maschile e femminile), poteva allora essere anche 3 o 4 (uomini e donne di origine algerina), 5 o 6 (ebrei), 7 o 8 (stranieri), 9 o 0 (altri status differenti dai precedenti o non meglio definiti).
Tale classificazione è stata abolita nel 1944.
Nel 1946 la gestione del NIR fu affidata all'INSEE. Tale istituzione è anche responsabile del mantenimento del Registro Nazionale d'Identificazione delle Persone Fisiche (RNIPP -  (Répertoire National d'Identification des Personnes Physiques), che abbina al NIR le generalità del titolare.

### Condizioni di utilizzo del NIR
Il 21 marzo 1974 il quotidiano Le Monde pubblicò un articolo (Une division de l'informatique est créée à la chancellerie: "Safari" ou la chasse aux Français, di Philippe Boucher) che svelava l'esistenza del progetto SAFARI - Système Automatisé pour les Fichiers Administratifs et le Répertoire des Individus (Sistema Automatizzato per gli Archivi Amministrativi e la Registrazione degli Individui). Il progetto comprendeva l'uso dei codici INSEE e NIR. Le informazioni provenivano da informatici del Ministero dell'Interno preoccupati per la salvaguardia delle libertà individuali. La reazione dell'opinione pubblica spinse il governo guidato dal primo ministro Pierre Messmer ad approvare, il 6 gennaio 1978, la Loi «Informatique et Libertés» (Legge «Informatica e Libertà») e la costituzione della CNIL, Commissione Nazionale per l'informatica e le Libertà. L'utilizzo del NIR nell'elaborazione automatizzata delle informazioni è stato da allora limitato e strettamente regolamentato.

## Identificazione delle imprese

### Il numero SIREN
Il numero SIREN viene attribuito alle imprese francesi al momento della loro immatricolazione. Il numero è nazionale, immodificabile e dura per tutta la vita dell'impresa. Corrisponde al NIR delle persone fisiche.
È composto da nove cifre: le prime otto sono assegnate sequenzialmente, salvo che per gli organismi pubblici, che cominciano per "1" e "2", e la nona è una chiave di controllo.
Per esempio: 451 784 745

### Il numero SIRET
Il numero SIRET corrisponde all'identificativo di uno stabilimento di un'impresa. In effetti, un'impresa può avere uno o più stabilimenti (locazioni geografiche). Il SIREN associato a un NIC, Numéro Interne de Classement ("Numero interno di classificazione"), composto da cinque cifre (le prime quattro sequenziali e la quinta è una chiave di controllo), forma il numero SIRET.
Per esempio: 451 784 745 00054 corrisponde al quinto stabilimento dell'impresa al paragrafo precedente.

### Il numero di TVA intracomunitario
È stato creato il 1º gennaio 1993, per garantire gli scambi commerciali intracomunitari. Il numero TVA (Taxe sur la valeur ajoutée) corrisponde alla partita IVA italiana.

Per la Francia, è composto delle lettere "FR" con l'aggiunta di una chiave di due cifre attribuita dal centro delle imposte della zona di esercizio dell'impresa, e dal numero SIREN.
Per esempio: FR74451784745.

La validità di questo identificativo, può essere verificata presso il sito della commissione europea al relativo collegamento esterno sottostante.

## Identificazione delle attività professionali

### Il codice APE
Activité Principale Exercée (indica il codice che identifica la principale attività di un'impresa).

### Il codice NAF
Nomenclature d'activités française, (in italiano Nomenclatura delle Attività Francese), indica l’attività prevalente della persona immatricolata.